# Associazione Calcio Cuneo 1905 2017-2018
Questa voce raccoglie le informazioni riguardanti l'Associazione Calcio Cuneo 1905 nelle competizioni ufficiali della stagione 2015-2016.

## Stagione
Il torneo 2017-2018 costituisce per il Cuneo la 12ª partecipazione alla terza serie del Campionato italiano di calcio. Disputa il girone A del campionato di Serie C, vi raccoglie 32 punti con il penultimo posto finale, con 16 punti ottenuti nel girone di andata e altrettanti nel girone di ritorno. Per conquistarsi la salvezza ha dovuto disputare il Play-out contro il Gavorrano, vincendo (1-0) all'andata e pareggiando (0-0) nel ritorno, riuscendo così a mantenere la categoria. Nel girone di andata il Cuneo è stato allenato da Massimo Gardano, mentre nel girone di ritorno il tecnico e stato William Viali. Nella Coppa Italia di Serie C i biancorossi disputano il girone A di qualificazione, che ha promosso il Monza.

## Organigramma societario
Tratto dal sito ufficiale
Area direttiva
- Azionista di riferimento: Marco Rosso
- Amministratore Delegato Unico: Oscar Becchio
- Segretario: Federico Peano
- Responsabile ufficio stampa e comunicazione: Marco Lombardo
- Amministrazione e biglietteria: Carla Tecco
- Marketing e pubbliche relazioni: Franca Ghiazza

Area tecnica
- Allenatore: Massimo Gardano, poi William Viali
- Allenatore in seconda: Antonio Caridi, poi Gianluca Petruzzelli
- Team manager: Marco Lombardo
- Preparatore Atletico: Roberto Pellegrino
- Fisioterapista: Samuele Porfido
- Responsabile Sanitario: Carlo Ripa

## Divise e sponsor
Il fornitore ufficiale di materiale tecnico per la stagione 2017-2018 è Legea mentre lo sponsor ufficiale è ELPE.
| Casa | Trasferta | Terza divisa |

## Rosa
Aggiornata al 28 luglio 2017.
| N. |                   | Ruolo | Calciatore                  |
| -- | ----------------- | ----- | --------------------------- |
| 1  | Italia (bandiera) | P     | Giuseppe Stancampiano       |
| 2  | Italia (bandiera) | D     | Federico Baschirotto        |
| 3  | Italia (bandiera) | D     | Daniele Sarzi Puttini       |
| 4  | Italia (bandiera) | C     | Andrea Rosso                |
| 5  | Italia (bandiera) | D     | Federico Giraudo            |
| 6  | Italia (bandiera) | D     | Giorgio Conrotto (capitano) |
| 7  | Italia (bandiera) | A     | Nicolò Bruschi              |
| 8  | Italia (bandiera) | C     | Marco Cristini              |
| 9  | Italia (bandiera) | A     | Luca Zamparo                |
| 10 | Italia (bandiera) | A     | Sebastiano Aperi            |
| 11 | Italia (bandiera) | C     | Matteo Gerbaudo             |
| 12 | Italia (bandiera) | P     | Paolo Bambino               |
| 13 | Italia (bandiera) | D     | Filippo Boni                |
| 14 | Italia (bandiera) | D     | Andrea Cristini             |
| 15 | Italia (bandiera) | D     | Luca Bertoldi               |
| 16 | Italia (bandiera) | A     | Massimo Martino             |
| 17 | Italia (bandiera) | A     | Francesco Galuppini         |

| N. |                   | Ruolo | Calciatore             |
| -- | ----------------- | ----- | ---------------------- |
| 18 | Italia (bandiera) | C     | Giorgio Genovese       |
| 19 | Italia (bandiera) | D     | Nicolas Di Filippo     |
| 20 | Italia (bandiera) | C     | Riccardo Secondo       |
| 21 | Italia (bandiera) | C     | Stefano Pellini        |
| 22 | Italia (bandiera) | P     | Simone Moschin         |
| 22 | Italia (bandiera) | P     | Samuele Favaro         |
| 23 | Italia (bandiera) | D     | Gabriele Quitadamo     |
| 24 | Italia (bandiera) | A     | Simone Dell'Agnello    |
| 25 | Italia (bandiera) | D     | Valerio Zigrossi       |
| 26 | Italia (bandiera) | C     | Nicolò D'Agostino      |
| 27 | Italia (bandiera) | D     | Federico Testoni       |
| 28 | Italia (bandiera) | D     | Luigi D'Ignazio        |
|    | Italia (bandiera) | D     | Davide Zappella        |
|    | Italia (bandiera) | C     | Andrea Addiego Mobilio |
|    | Italia (bandiera) | A     | Emanuele Anastasia     |
|    | Italia (bandiera) | D     | Matteo Vito Lomolino   |
|    | Italia (bandiera) | C     | Alessandro Provenzano  |

## Calciomercato

### Operazione tra le due sessioni
| Acquisti | Acquisti            | Acquisti | Acquisti |
| R.       | Nome                | da       | Modalità |
| -------- | ------------------- | -------- | -------- |
| A        | Francesco Galuppini | Parma    | prestito |

### Sessione invernale(dal 3/1 al 31/1)
| Acquisti | Acquisti              | Acquisti       | Acquisti   |
| R.       | Nome                  | da             | Modalità   |
| -------- | --------------------- | -------------- | ---------- |
| P        | Simone Moschin        | Pro Vercelli   | prestito   |
| D        | Nicolas Di Filippo    | Reggina        | definitivo |
| D        | Daniele Sarzi Puttini | Carpi          | prestito   |
| D        | Davide Zappella       | Empoli         | prestito   |
| D        | Valerio Zigrossi      | Virtus Entella | prestito   |
| A        | Nicolò Bruschi        | Sassuolo       | prestito   |

| Cessioni | Cessioni               | Cessioni | Cessioni                |
| R.       | Nome                   | a        | Modalità                |
| -------- | ---------------------- | -------- | ----------------------- |
| C        | Andrea Addiego Mobilio |          | risoluzione consensuale |
| C        | Alessandro Provenzano  | Reggina  | definitivo              |
| A        | Emanuele Anastasia     |          | risoluzione consensuale |
| A        | Sebastiano Aperi       |          | risoluzione consensuale |

## Risultati

### Serie C

#### Girone di andata
| Arbitro: | Maranesi (Ciampino) |

|  |           |             |
|  | Marcatori | 29’ Tentoni |

| Arbitro: | Rossetti (Ancona) |

|  |           |                  |
|  | Marcatori | 84’ Dell'Agnello |

| Arbitro: | Nicoletti (Catanzaro) |

|                  |           |                  |
| Dell'Agnello 10’ | Marcatori | 42’ Guglielmelli |

| Arbitro: | Raciti (Acireale) |

|  |           |              |
|  | Marcatori | 7’ Anastasia |

| Arbitro: | Meleleo (Casarano) |

|  |           |             |
|  | Marcatori | 6’ De Vitis |

| Arbitro: | Garofalo (Torre del Greco) |

|                    |           |                  |
| Ferrari 75’ (Rig.) | Marcatori | 64’ Dell'Agnello |

| Arbitro: | Acanfora (Castellammare di Stabia) |

|  |           |                                       |
|  | Marcatori | 12’ (Rig.), 49’ De Vena 91’ Merlonghi |

| Arbitro: | Feliciani (Teramo) |

|                  |           |                 |
| D'Alessandro 23’ | Marcatori | 6’ Dell'Agnello |

| Arbitro: | Camplone (Pescara) |

|  |           |                                                     |
|  | Marcatori | 22’ Doumbia 47’, 54’ (rig.) Vantaggiato 88’ Montini |

| Arbitro: | Bitonti (Bologna) |

|                                                    |           |           |
| Ragatzu 59’, 62’, 86’ (rig.) Ogunseye 90+4’ (rig.) | Marcatori | 81’ Rosso |

| 29 ottobre 2017, ore CET 11ª giornata |  | – Turno di riposo Cuneo |  |  |

| Arbitro: | Rutella (Enna) |

|  |           |              |
|  | Marcatori | 66’ Bertoldi |

| Arbitro: | De Remigis (Teramo) |

|  |           |                                           |
|  | Marcatori | 23’ Gerbaudo 69’ Zamparo 82’ Dell'Agnello |

| Arbitro: | Paterna (Teramo) |

|             |           |                 |
| Pellini 81’ | Marcatori | 9’ (Rig.) Conti |

| Arbitro: | Longo (Paola) |

|                        |           |  |
| Foglia 7’ Di Nardo 84’ | Marcatori |  |

| Arbitro: | Valiante (Salerno) |

|                                      |           |  |
| Sini 6’ Baldassin 75’ Vandeputte 80’ | Marcatori |  |

| Arbitro: | G. Miele (Nola) |

|                                 |           |  |
| Dell′Agnello 6’ Baschirotto 50’ | Marcatori |  |

| Arbitro: | Cascone (Nocera Inferiore) |

|            |           |  |
| Cori 45+1’ | Marcatori |  |

| Arbitro: | Prontera (Bologna) |

|  |           |                       |
|  | Marcatori | 25’ Nicco 46’ Russini |

#### Girone di ritorno
| Arbitro: | Moriconi (Roma) |

|               |           |             |
| Bentivegna 1’ | Marcatori | 66’ Zamparo |

| Arbitro: | Fontani (Siena) |

|                  |           |  |
| Dell'Agnello 53’ | Marcatori |  |

| Arbitro: | Andreini (Forlì) |

|                             |           |  |
| Seminara 21’ Piscitella 71’ | Marcatori |  |

| Arbitro: | Zingarelli (Siena) |

|                  |           |            |
| Dell'Agnello 91’ | Marcatori | 64’ Iovine |

| Arbitro: | Marcenaro (Genova) |

|           |           |  |
| Negro 19’ | Marcatori |  |

| Arbitro: | Bitonti (Bologna) |

|                                             |           |                                |
| Bruschi 37’ Cristini 80’ Gerbaudo 95’ (Rig) | Marcatori | 11’, 18’ Vrioni 25’ F. Ferrari |

| Lucca 18 febbraio 2018, ore 16:30 CET 26ª giornata | Lucchese            | 0 – 0 referto | Cuneo | Stadio Porta Elisa (1972 spett.)\| Arbitro: \| Provesi (Treviglio) \| |
| Arbitro:                                           | Provesi (Treviglio) |               |       |                                                                       |

| Arbitro: | N. Marini (Trieste) |

|                             |           |                                         |
| Zamparo 90+1’, 90+6’ (rig.) | Marcatori | 59’ (rig.) D. D'Alessandro 93’ Y. Frick |

| Arbitro: | Robilotta (Sala Consilina) |

|  |           |                |
|  | Marcatori | 20’ R. Schiavi |

| Cuneo 10 marzo 2018, ore 14:30 CET 29ª giornata | Cuneo                     | 0 – 0 referto | Olbia | Stadio Fratelli Paschiero (750 spett.)\| Arbitro: \| De Angeli (Abbiategrasso) \| |
| Arbitro:                                        | De Angeli (Abbiategrasso) |               |       |                                                                                   |

| 18 marzo 2018, ore CET 30ª giornata |  | – Turno di riposo Cuneo |  |  |

| Arbitro: | Cipriani (Empoli) |

|           |           |                |
| Lisai 71’ | Marcatori | 95’ Di Filippo |

| Arbitro: | Luciani (Roma) |

|  |           |                  |
|  | Marcatori | 9’, 53’ Pinzauti |

| Arbitro: | Nicoletti (Catanzaro) |

|                               |           |  |
| Damonte 74’ (rig.) Remedi 93’ | Marcatori |  |

| Cuneo 7 aprile 2018, ore 14:30 CEST 34ª giornata | Cuneo           | 0 – 0 referto | Arezzo | Stadio Fratelli Paschiero (600 spett.)\| Arbitro: \| Donda (Cormons) \| |
| Arbitro:                                         | Donda (Cormons) |               |        |                                                                         |

| Arbitro: | Ricci (Firenze) |

|             |           |  |
| Schiavi 54’ | Marcatori |  |

| Arbitro: | Proietti (Terni) |

|               |           |  |
| Iapichino 43’ | Marcatori |  |

| Arbitro: | Tursi (San Giovanni Valdarno) |

|  |           |          |
|  | Marcatori | 76’ Cori |

| Arbitro: | Guarnieri (Empoli) |

|                                       |           |              |
| Nicco 55’ Marconi 69’ Fischnaller 90’ | Marcatori | 41’ Cristini |

### Play-out
| Arbitro: | Fiorini (Frosinone) |

|             |           |  |
| Zamparo 29’ | Marcatori |  |

| Grosseto 26 maggio 2018, ore 18.00 CEST Ritorno Play out | Gavorrano          | 0 – 0 referto | Cuneo | Stadio Carlo Zecchini (396 spett.)\| Arbitro: \| Guarnieri (Empoli) \| |
| Arbitro:                                                 | Guarnieri (Empoli) |               |       |                                                                        |

### Coppa Italia Serie C
| Arbitro: | Ricci (Firenze) |

|             |           |                                    |
| Zamparo 29’ | Marcatori | 15’ (rig.) Cori 81’ (rig.) Palazzo |

| Arbitro: | Clerico (Torino) |

|                         |           |                              |
| Vassallo 12’ Tavano 33’ | Marcatori | 61’ Cristini 90+4’ Quitadamo |

## Statistiche

### Statistiche di squadra
| Competizione         | Punti | In casa | In casa | In casa | In casa | In casa | In casa | In trasferta | In trasferta | In trasferta | In trasferta | In trasferta | In trasferta | Totale | Totale | Totale | Totale | Totale | Totale | DR  |
| Competizione         | Punti | G       | V       | N       | P       | Gf      | Gs      | G            | V            | N            | P            | Gf           | Gs           | G      | V      | N      | P      | Gf     | Gs     | DR  |
| -------------------- | ----- | ------- | ------- | ------- | ------- | ------- | ------- | ------------ | ------------ | ------------ | ------------ | ------------ | ------------ | ------ | ------ | ------ | ------ | ------ | ------ | --- |
| Serie C              | 32    | 18      | 3       | 6       | 9       | 12      | 24      | 18           | 4            | 5            | 9            | 12           | 23           | 36     | 7      | 11     | 18     | 24     | 47     | -23 |
| Play-out             |       | 1       | 1       | 0       | 0       | 1       | 0       | 1            | 0            | 1            | 0            | 0            | 0            | 2      | 1      | 1      | 0      | 1      | 0      | +1  |
| Coppa Italia Serie C | 1     | 1       | 0       | 0       | 1       | 1       | 2       | 1            | 0            | 1            | 0            | 2            | 2            | 2      | 0      | 1      | 1      | 3      | 4      | -1  |
| Totale               | -     | 20      | 4       | 6       | 10      | 14      | 26      | 20           | 4            | 7            | 9            | 14           | 25           | 40     | 8      | 13     | 19     | 28     | 51     | -23 |

### Andamento in campionato
| Giornata  | 1 | 2 | 3 | 4 | 5 | 6 | 7 | 8 | 9 | 10 | 11 | 12 | 13 | 14 | 15 | 16 | 17 | 18 | 19 | 20 | 21 | 22 | 23 | 24 | 25 | 26 | 27 | 28 | 29 | 30 | 31 | 32 | 33 | 34 | 35 | 36 | 37 | 38 |
| --------- | - | - | - | - | - | - | - | - | - | -- | -- | -- | -- | -- | -- | -- | -- | -- | -- | -- | -- | -- | -- | -- | -- | -- | -- | -- | -- | -- | -- | -- | -- | -- | -- | -- | -- | -- |
| Luogo     | C | T | C | T | C | T | C | T | C | T  | -  | C  | T  | C  | T  | T  | C  | T  | C  | T  | C  | T  | C  | T  | C  | T  | C  | T  | C  | -  | T  | C  | T  | C  | C  | T  | C  | T  |
| Risultato | P | V | N | V | P | N | P | N | P | P  | -  | P  | V  | N  | P  | P  | V  | P  | P  | N  | V  | P  | N  | P  | N  | N  | P  | V  | N  | -  | N  | P  | P  | N  | V  | P  | P  | P  |
| Posizione |   |   |   |   |   |   |   |   |   |    |    |    |    |    |    |    |    |    |    |    |    |    |    |    |    |    |    |    |    |    |    |    |    |    |    |    |    |    |

Legenda:

Luogo: C = Casa; T = Trasferta. Risultato: V = Vittoria; N = Pareggio; P = Sconfitta.